# Saint-Alyre-ès-Montagne
Saint-Alyre-ès-Montagne település Franciaországban, Puy-de-Dôme megyében. Lakosainak száma 101 fő (2022. január 1.). Saint-Alyre-ès-Montagne Montgreleix, Anzat-le-Luguet, Compains, La Godivelle, Mazoires és Roche-Charles-la-Mayrand községekkel határos.

## Népesség
A település népessége az elmúlt években az alábbi módon változott:
| Lakosok száma | 145  | 135  | 139  | 126  | 119  | 111  | 107  | 104  | 101  |
|               | 2013 | 2015 | 2016 | 2017 | 2018 | 2019 | 2020 | 2021 | 2022 |